# Ніколенко Максим Васильович
Максим Васильович Ніколенко (14 серпня 1993) — український спортсмен з настільного тенісу. Чемпіон Літніх Паралімпійських ігор. Майстер спорту України міжнародного класу.

## З життєпису
Займається настільним тенісом у Запорізькому регіональному центрі з фізичної культури і спорту інвалідів «Інваспорт».
Бронзовий призер чемпіонату Європи 2013 року.
Дворазовий срібний призер чемпіонату світу 2014 року.
Чемпіон Європи 2015 року.
Дворазовий чемпіон, дворазовий срібний та бронзовий призер міжнародних турнірів 2016 року.

## Державні нагороди
- Орден «За мужність» III ст. (4 жовтня 2016) — За досягнення високих спортивних результатів на XV літніх Паралімпійських іграх 2016 року в місті Ріо-де-Жанейро (Федеративна Республіка Бразилія), виявлені мужність, самовідданість та волю до перемоги, утвердження міжнародного авторитету України[1]